# یاسو ایکوما
یاسو ایکوما (انگلیسی: Yasuo Ikoma؛ زادهٔ ۱۲ ژوئیهٔ ۱۹۵۵) بازیکن هندبال اهل ژاپن بود.